# Aranyhomlokú mézevő
Az aranyhomlokú mézevő (Gliciphila melanops) a madarak osztályának verébalakúak (Passeriformes) rendjébe és a mézevőfélék (Meliphagidae) családjába tartozó Gliciphila neme egyetlen faja.

## Rendszerezése
A fajt John Latham ausztráliai ornitológus írta le 1802-ben, a Certhia nembe Certhia melanops néven. A Phylidonyris melanops névet is használták.

## Alfajai
- Gliciphila melanops chelidonia Schodde & I. J. Mason, 1999
- Gliciphila melanops melanops (Latham, 1802)[1]

## Előfordulása
Ausztrália déli részén és Tasmania szigetén honos.A természetes élőhelye száraz szavannák és cserjések.

## Megjelenése
Testhossza 14-18 centiméter, testtömege 14-22 gramm.
|  |

## Életmódja
Főleg nektárral táplálkozik.

## Külső hivatkozások
- Képek az interneten a fajról
- Internet Bird Collection - videók a fajról